# Màfia russa
Màfia russa (en rus, русская мафия, russkaya máfiya), Bratvà (братва; germandat) o Màfia roja (красная мафия, krásnaya máfiya) són noms utilitzats per designar un conjut d'organitzacions del crim organitzat originaris de l'antiga Unió Soviètica. Des de la dissolució del règim soviètic el 1991, aquestes organitzacions es van expandir internacionalment participant de manera destacada en el comerç il·legal de petroli, tràfic de persones, narcotràfic, tràfic d'armes, materials nuclears i blanqueig de capitals. Segons dades de la Secretaria General d'Interpol, a la dècada del 2000 s'estima que aquestes organitzacions disposarien de 160.000 membres, una xifra molt superior a la Màfia italiana o la Yakuza, fet que posaria de relleu el seu origen i operativitat transnacional.

## Origen
S'estima que durant el regnat del tsar Pere I, només a Moscou hi havia uns 30000 delinqüents, en el si d'una societat on el 90% de la població vivia en règim de servitud. Durant l'època imperial, les gestes d'alguns d'aquells lladres o bandolers podien consider-se heroiques. Va ser a partir del regnat de la seva filla Elisabet I que s'iniciaren els desterraments a Sibèria per als vori (lladres), fet que es considera clau per entendre l'origen històric del crim organitzat rus, ja que la reclusió i el càstig sempre va implicar la necessitat d'auto-organització. A partir de la segona meitat de segle xviii, es pot parlar de l'existència d'una subcultura d'aquest vorovskói mir (món dels lladres), que desenvoluparia un argot a partir del llenguatge dels antics comerciants, el fenka, que emprava paraules del rus, el grec o l'Ídix entre d'altres llengües.

## L'era soviètica
La inestabilitat social generada a principis del segle XX pel procés revolucionàri rus, va propiciar l'aparició de bandes dels anomenats Zhigani, que pretenien fer front a l'autoritat bolxevic per millorar la seva situació social i tenien un cert component polític. La dècada posterior la vida a les presons russes va estar marcada per l'enfrontmaent dels zhigani amb els urki, que a diferència dels primers no volien abandonar la vida criminal. Es pot dir que la superació d'aquest conflicte va ser possible per l'acceptació d'una llei o codi basat en els costums i la tradició de l'època pre-revolucionària, i que atorgaria als membres més respectats un rol d'autoritat moral: els vor v zakone, lladres en la llei o que segueixen el codi.
Durant la Segona Guerra Mundial el règim de Stalin va reclutar delinqüents a les presons i camps de treball siberians, fet que contravenia el seu codi de no col·laborar amb les autoritats, i es va produir una divisió entre els que s'hi van negar i els que van aliar-se al règim. Aquests últims, considerats uns traïdors, van passar a anomenar-se suki (Сучья) en l'argot criminal, que literalmet es tradueix com a gosses, putes. En acabar la guerra, els Gulag van ser l'escenari de l'enfrontament obert entre els dos sectors de presos, en el que es coneix com les Guerres dels Suki (Сучья война), i que va suposar constants episodis de violència i assassinats. A partir de 1953, la desestalinització va comportar una considerable reducció de la població reclusa, i tot i que el codi vori va mantenir les seves bases desafiants i salvatges, es va fer permeable a la premissa suki de col·laborar amb les autoritats si això els suposava algun benefici. S'havien doncs assentat les bases per a que el crim organitzat rus pogués entrellaçar-se amb la burocràcia corrupta del règim. Durant tota l'era Bréjnev aquestes relacions es van consolidar definitivament, en una societat en que l'economia submergida tenia un pes important en la vida quotidiana.
Durant els anys setanta i vuitanta, un important nombre de jueus de l'URSS va poder emigrar als Estats Units, i s'estima que fins a 2000 delinqüents es van introduÏr al país. Així, el Brooklyn novaiorquès i la seva comunitat russa de Brighton Beach (la Petita Odessa), van ser l'escenari i l'origen del crim organitzat rus als Estats Units, que va liderar Evsei Agron.
Durant l'era Gorbatxov, les autoritats ja admeten (de manera classificada) i investiguen l'existència del crim organitzat com a tal, en un període on les mesures econòmiques de la perestroika van relaxar el control estatal de les empreses, fet que hauria facilitat la legalització i el creixement dels negocis operats per aquestes organitzacions criminals., que al control del mercat negre van sumar-hi la intervenció en segments estratègics de l'economia russa. Paral·lelament, les noves generacions de gàngsters russos començaven a adoptar un estil de vida luxós i opulent, amb una important presència pública, que enterrava les antigues maneres d'actuar del vori de principis de segle.

## La gran expansió dels anys noranta
Amb la caiguda del règim soviètic, la dècada de 1990 va suposar l'auge definitiu de les màfies russes tal com les entenem modernament. Amb l'empobriment de la població i la crisi social de la fi del comunisme, les diferents faccions i clans van reclutar nous membres provinents de l'antiga KGB o excombatents de la guerra afganesa, i es va produÏr un increment de les rivalitats i l'extensió de la violència mafiosa. Els processos de privatització que va viure l'economia russa van derivar en la compra d'actius i propietats valuoses per un preu inferior al seu valor real, creant grans fortunes que provenien o interactuaven amb les organitzacions mafioses.
Segons un informe del FBI, L'any 1998 la meitat dels 550 bancs i institucions financeres russes estaven controlades pel crim organitzat. Tot i aquesta característica simbiòsi de les màfies russes amb l'economia i el poder polític local, una gran part dels fons i l'operativa d'aquestes organitzacions s'ha situat a països occidentals, on es van establir alguns dels vori més rellevants: Viatxeslav Ivankov als Estats Units, Moguilévitx a Hongria, Iuri Essin a Itàlia, o Kalaixov a Espanya (posteriorment substituït per Laixa Xuixanaixvili). L'expansió internacional també va suposar la col·laboració amb d'altres grans organitzacions criminals com la Màfia sciliana, la Camorra o els càrtels de Medellín i de Cali. D'entre la mutant activitat que va desenvolupar la màfia russa en aquesta dècada, cal destacar el tràfic d'armes provinents de l'arsenal de l'Exèrcit Soviètic, facilitat per l'absència de control de l'estat: aquest comerç il·lícit va incloure armement convencional, tancs, helicòpters o míssils.

## Organització
Tot i que sempre s'ha parlat de l'existència jerarquica d'un vor "número u" en analogia del capo di tutti capi de la Cosa Nostra, l'organització de les mafies russes és més horitzonal i complexa, i els màxims caps tindrien només una funció simbòlica i mediadora, per a resoldre conflictes i evitar guerres internes, així com de gestionar un fons per ajudar delinqüents empresonats, l'anomenat obsxak A nivell operatiu, sota l'ampli concepte de màfies russa s'hi han anat englobant les diferents organitzacións que s'han repartit el territori i els àmbits de delinqüencia sobre la base de la seva influència geogràfica (com Sólntsevskaia i Izmailovskaia a Moscou, Tambóvskaia a Sant Petersburg), Uralmash a Iekaterinburg o l'Associació de Lladres de l'Extrem Orient, així com d'altres faccions amb un component més ètnic o que tenen l'origen a d'altres antigues repúbliques soviètiques, com les importants organitzacions d'origen georgià (Kutaissi), txetxè, ingúix, armèni, azerbaidjanesès, daguestanès o osseti. Molts cops, l'origen territorial dels diferents grups és una adscripció fundacional o voluntària, de manera que la seva presència es pot entrellaçar arreu del món. Durant les primeres dècades del segle XXI, l'activitat de les organitzacions mafioses s'hauria tornat més opaca, i el seu modus operandi més difícil de detectar. Les organitzacions jeràrquiques i tancades haurien evolucionat cap a xarxes especialitzades en la intermediació i la logística de les activitats criminals, especialment en els mercats negres i el blanqueig de capitals, sota l'aparença d'entramats empresarials. També s'ha analitzat el seu rol en les "mesures actives" i la "guerra híbrida" de la política exterior russa.